# Ахметжанов, Ахмедбек Масакбаевич
Ахмедбе́к Масакба́евич Ахметжа́нов (каз. Ахмедбек Масақбайұлы Ахметжанов; род. 8 декабря 1966, Кустанайская область) — аким Костаная (2014—2015).

## Биография
Родился 8 декабря 1966 года в посёлке Сарыузенский Кустанайской области.
С 1984 года работал в Чернышевском совхозрабкоопе; в 1985—1987 служил в Советской Армии, демобилизован в звании старшины.
С 1991 года, по окончании Карагандинского кооперативного института по специальности «экономика торговли», работал в Семиозёрном районе заместителем председателя правления Сулукольского совхозрабкоопа (1991—1992), председателем правления Новонежинского совхозрабкоопа (1992—1996).
С марта 1998 года — инспектор в Управлении Комитета налоговой полиции по Костанайской области, затем — председатель налогового комитета по Аулиекольскому району (с января 1999), по Костанайскому району (с апреля 2001). В 2001 году заочно окончил Костанайский государственный университет по специальности «правоведение».
С марта 2007 года — аким Тарановского района, с 24 сентября 2010 — аким Костанайского района, с 18 июня 2014 — аким города Костанай.
10 сентября 2015 года был задержан по подозрению в превышении должностных полномочий. 11 апреля 2016 года по обвинению в получении взяток был приговорён к 13 годам лишения свободы с конфискацией имущества; приговор был обжалован, срок лишения свободы сокращён до 7 лет 6 месяцев, затем — до 4 лет 10 месяцев. 1 апреля 2019 года решением коллегии Костанайского областного суда освобождён условно-досрочно.

### Семья
Отец — Масакбай Камьялович Ахметжанов, работал заместителем председателя Чернышевского совхозрабкоопа Семиозёрного района.
Мать — Роза Вагизовна Ахметжанова, работала главным бухгалтером Чернышевского совхозрабкоопа Семиозёрного района.
Жена — Баглан Жаркыновна Ахметжанова (р. 1972), индивидуальный предприниматель.
- Дочери: Индира (р. 1991), Дилара (р. 1999), Сафия (р. 2013)

## Награды
- медаль «10 лет независимости Республики Казахстан» (2001)[1]
- орден «Курмет» (2009)[1]
- медаль «За вклад в развитие спорта» (2011).

## Комментарии
1. ↑  Посёлок Сарыузенский (Сарыозен) входил в состав Аркалыкского района Тургайской области в 1970—1988 годы[1].